# سیخ

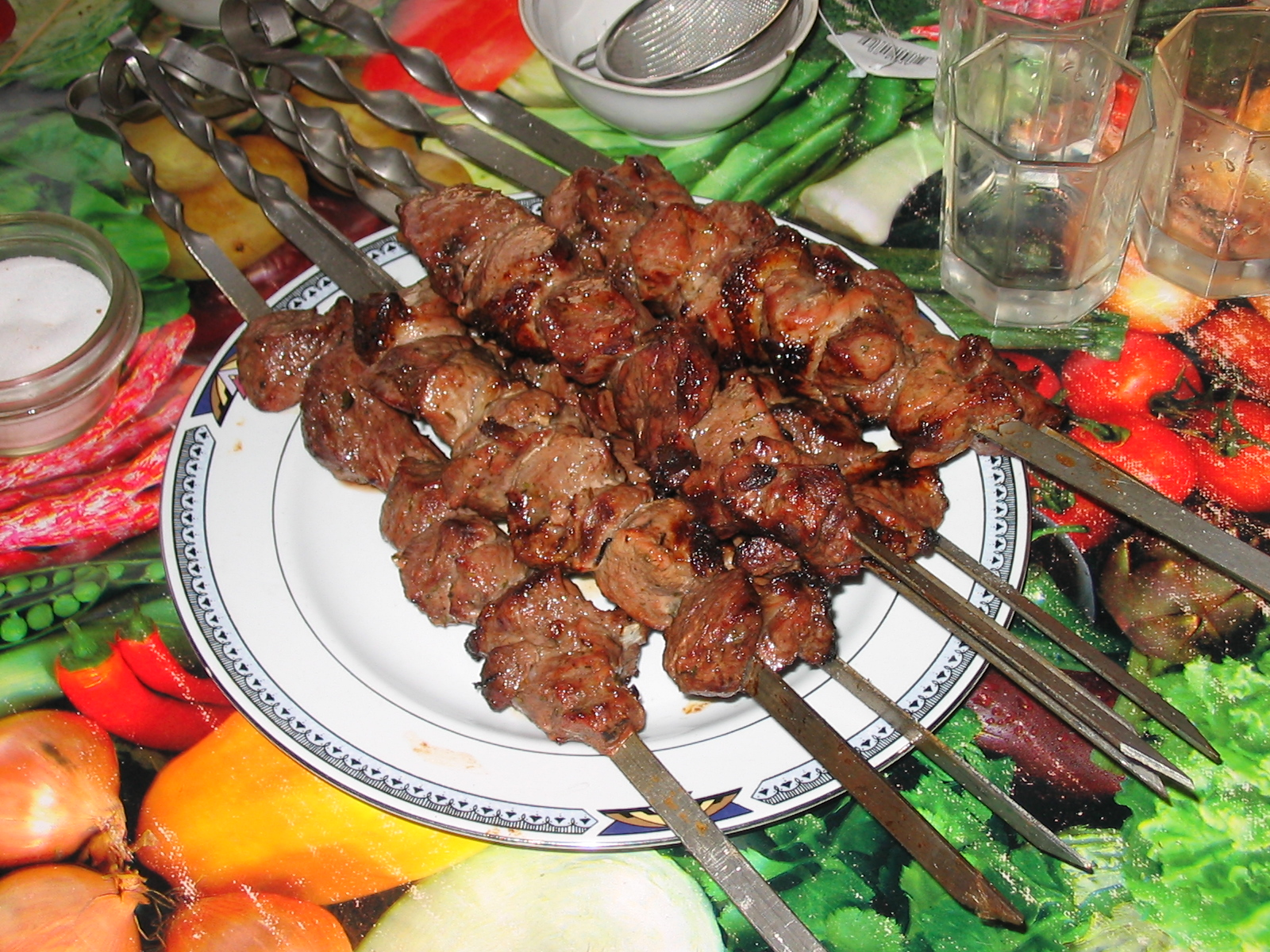
کباب شیشلیک بر سر سیخ

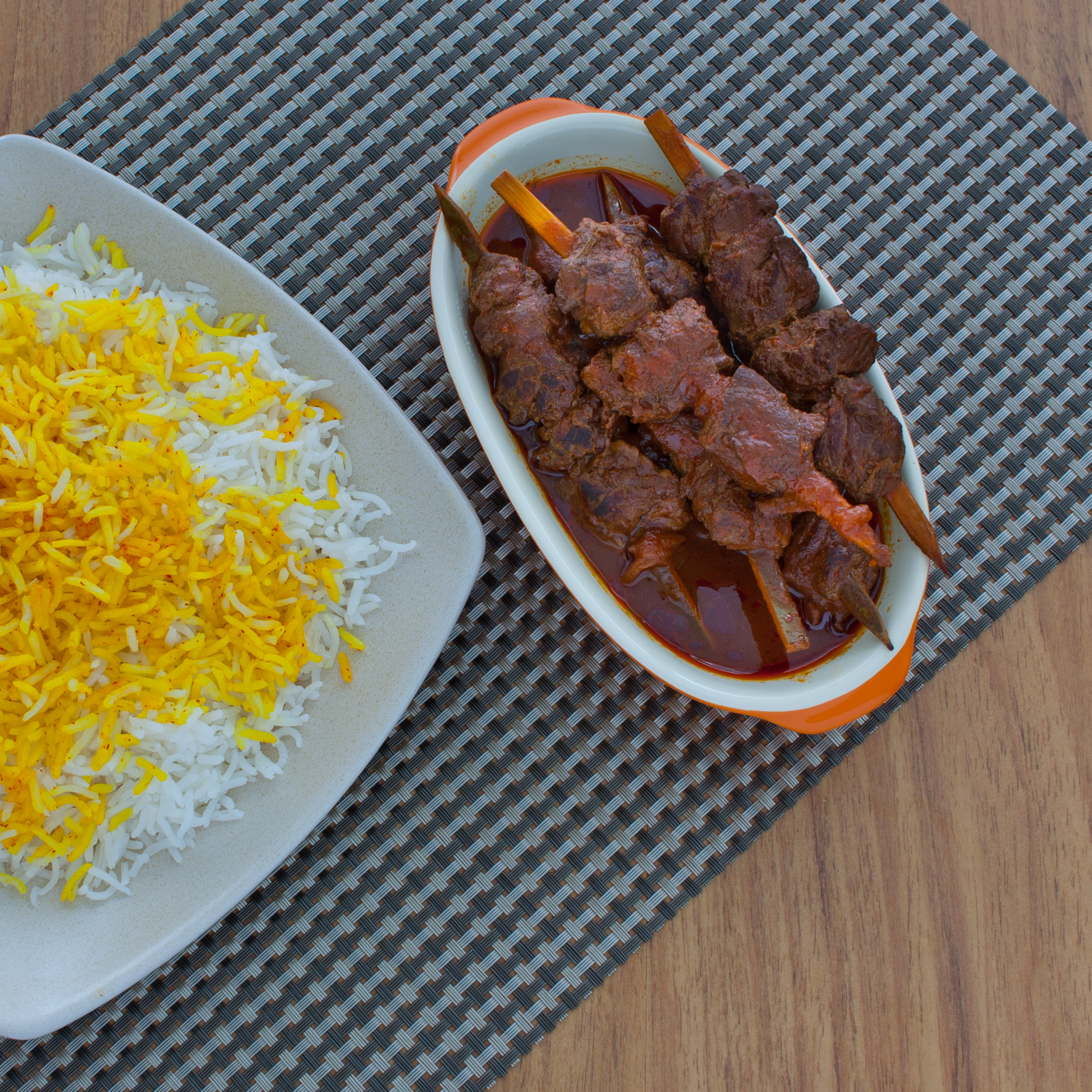
کباب خورشتی در سیخ‌های چوبی

سیخ قطعه فلز یا چوبی است به صورت کشیده و باریک ساخته یا تهیه می‌شود و برای نگهداشتن تکه‌های ماده‌ای خوردنی (معمولاً انواع گوشت) بر روی آتش یا منقل استفاده می‌گردد. سیخ‌های فلزی معمولاً از آلیاژهای ضدزنگ آهن ساخته می‌شوند و ممکن است به شکل مفتول یا اندکی پهن باشند. سیخ‌ها را برای راحت فرورفتن در ماده غذایی، نوک تیز می‌سازند. سیخ‌های فلزی ممکن است دسته‌ای از جنس چوب یا پلاستیک سخت داشته باشند. سیخ‌های چوبی از بامبو و سایر انواع چوب تهیه می‌شوند.